# Aname atra
Aname atra, és una aranya migalomorfa del sud d'Austràlia. És una aranya de la família dels nemèsids (Nemesiidae), i es troba en diversos hàbitats per arreu d'Austràlia, incloent Tasmània. Aname es troba en llocs secs de Queensland.
En anglès, són anomenades black wishbone spider per la forma del seu cau.